# Senran Kagura Reflexions
Senran Kagura Reflexions (シノビリフレ -SENRAN KAGURA-?, Shinobi rifure: Senran Kagura) è un videogioco di simulazione del 2017 per Nintendo Switch, spin-off della serie Senran Kagura, con protagoniste alcune fra le ragazze della serie: Asuka, Yumi, Murasaki, Ryōna e Yomi (le ultime quattro tramite DLC), le stesse cinque protagoniste del successivo Senran Kagura: Peach Ball.
Il gioco, alternato da dialoghi in stile visual novel, consiste nella simulazione di massaggi (la parola "rifure" nel titolo originale sta appunto per "riflessologia") tramite gli effetti di vibrazione dei controller Joy-Con. Il gioco è stato pubblicato successivamente anche per PC.

## Trama
Un ragazzo viene chiamato a scuola in un caldo giorno festivo, quando l'edificio è deserto, da una ragazza che sembra confusa riguardo ai propri ricordi e sentimenti. La ragazza gli chiede di prenderla per mano e si accorge che, se la sua mano viene massaggiata, i due entrano in un mondo immaginario dove la ragazza, assumendo ruoli di fantasia come l'insegnante privata e la sorella minore, desidera essere massaggiata in tutto il corpo dal ragazzo. Ripetendo l'esperimento più volte, la ragazza si sente sempre più attratta dal ragazzo e infine, grazie a un flashback, riacquista la memoria: in passato era uscita con il ragazzo ma ora è diventata una shinobi e non può più farlo. Il suo desiderio di continuare a frequentare il ragazzo ha generato quei mondi immaginari, ma ora che la sua tensione si è scaricata tornerà ai suoi doveri di shinobi, dopo aver detto addio al ragazzo di cui è innamorata.

## Doppiaggio
| Personaggio | Voce originale |
| ----------- | -------------- |
| Asuka       | Hitomi Harada  |
| Yumi        | Yumi Hara      |
| Murasaki    | Sayuri Yahagi  |
| Ryōna       | MAKO           |
| Yomi        | Ai Kayano      |